# Almanzor
Muhammad ibn Abī ‘Āmir, noto in area cristiana come Almanzor, adattamento dell'arabo المنصور al-Manṣūr, ossia al-Manṣūr bi-llāh, "Colui che è reso vincitore da Dio" (Algeciras, 938 circa – Medinaceli, 11 agosto 1002), fu il reggente del califfo omayyade di al-Andalus, Hishām II, responsabile politico del Califfato di Cordova dal 978 e militare dal 981 fino alla sua morte. Sotto la sua guida la Spagna islamica raggiunse la maggiore estensione territoriale.

## Origine
Almanzor era figlio di al-Walid bin Yezid, discendente dalla famiglia dei Banū Abī ‘Āmir, che aveva ricevuto dei territori, conosciuti come «Turrush», nella zona di Algeciras da Ṭāriq ibn Ziyād, dopo la conquista degli anni 711 e 712, come riporta Abd el-Wahid Merrakechi.
La madre era Boreyha, figlia di Yayha bin Zakaria Temimi, come riporta Abd el-Wahid Merrakechi.

## Biografia
Almanzor nacque a Torrox, un villaggio rurale sul fiume Guadiaro, nei pressi di Algeciras. 
Da giovane si trasferì a Cordova e iniziò la sua carriera come scrivano e segretario del qadi Ibn al-Salim.

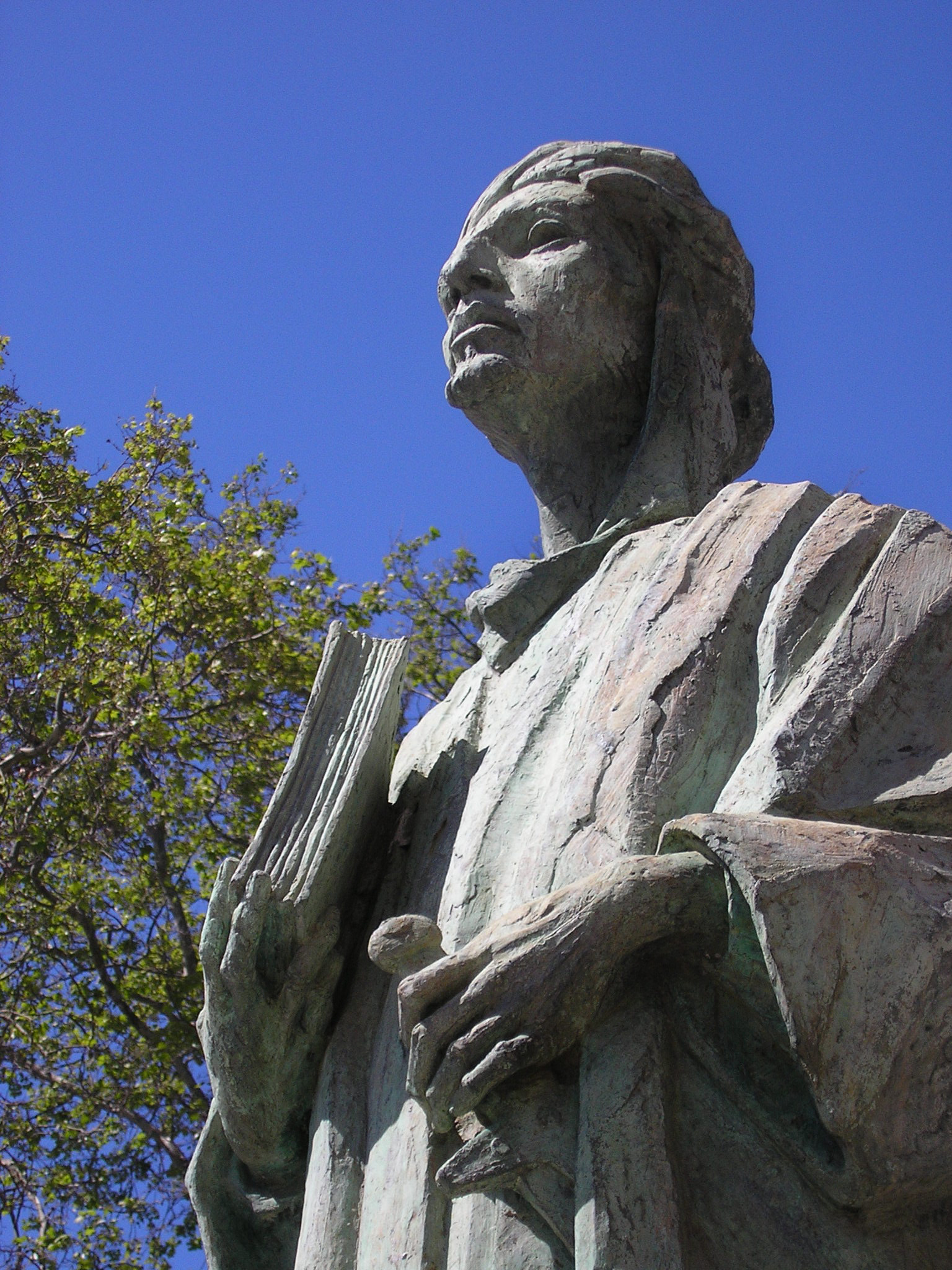
Statua di Almanzor posta ad Algeciras nell'estate del 2002, in commemorazione dei mille anni dalla sua morte.

Poi, all'età di circa vent'anni, divenne amministratore di 'Abd al-Raḥmān, figlio primogenito del califfo Al-Hakam II ibn Abd al-Rahman. Quando il primogenito, nel 970, morì in giovane età, Almanzor divenne l'amministratore del secondogenito del califfo al-Hakam II, Hishām II ibn al-Ḥakam, e con la sua cortesia e il suo ingegno conquistò il favore della favorita del califfo e madre di Hisham II, la concubina basca Subh (Aurora), divenendo amministratore delle sue proprietà e poi ispettore della zecca. Accumulò altre cariche lucrative che gli permisero di condurre una vita principesca e diventare anche molto popolare, come riporta lo storico Rafael Altamira.
Nel 973, per chiarire la confusione amministrativa che si stava creando in Ifriqiya durante l'avanzata del generale Ghālib, al-Ḥakam II inviò Almanzor ad affiancare Ghālib come suo intendente. Al suo ritorno a Cordova, dopo che Ḥakam II era stato colpito da paralisi, sfruttando la contiguità con alcuni membri della famiglia del califfo cominciò ad accusare i governanti di malversazione.
Alla morte di al-Ḥakam II, nel 976, Hishām II aveva solo undici anni e la madre Ṣubḥ, che era reggente, confermò il generale Ghālib comandante dell'esercito, Ja'far al-Mushafi fu confermato hajib e Almanzor fu nominato visir. 

L'anno dopo, il 16 agosto 977, Almanzor sposò Asmā', la figlia di Ghālib, con una fastosa cerimonia, come conferma La web de las biografias.

Ghālib si stabilì al nord per la difesa dei confini, mentre Almanzor rimaneva a Cordova.
Nel 978 Almanzor venne in contrasto con Mushafi, che fu deposto (Almanzor fu nominato Hajib al suo posto) e condannato per malversazione, privato di tutti i suoi beni e ridotto in miseria (nel 983 sarà messo a morte).

Il vecchio generale Ghālib, vedendosi sopravanzato dal genero, si ribellò e organizzò la lotta con centro a Medinaceli. Almanzor si trovò, così, anche a capo dell'esercito fedele al califfo.
Sia per i suoi stretti rapporti con Aurora che per l'invidia per la sua rapida carriera cominciò a essere molto criticato e dovette fare fronte al dissenso e alla cospirazione. Quando i suoi principali nemici, i Faqih, affermarono che era troppo dedito alla filosofia, Almanzor ordinò di bruciare tutti i libri di argomento filosofico della biblioteca del califfo, guadagnandosi una grande reputazione di ortodossia.
Quindi relegò il califfo Hishām II nel palazzo reale di al-Madinat al-Zahira, nelle vicinanze di Cordova e decise di riformare l'esercito:
- l'esercito di al-Andalus era, da sempre, a carattere tribale, cioè ciascuna tribù si raccoglieva intorno al suo capo e al suo stendardo e il principale obiettivo era il bottino; quindi, quando il bottino veniva giudicato sufficiente, l'esercito si ritirava. Già i primi califfi avevano cercato di cambiare questo sistema, ma gli arabi si opponevano; allora Almanzor arruolò molti Berberi, che fece venire soprattutto dalla zona di Ceuta, e inoltre arruolò parecchi cristiani (poco patriottici, attratti però dall'ottima paga) da León, dalla Castiglia e dalla Navarra e infine formò nuovi reggimenti che non rispondevano più al capo tribù ma ai loro rispettivi comandanti[5].

La ristrutturazione dell'esercito durò circa tre anni, come la lotta contro suo suocero, l'ottantenne generale Ghālib, che, secondo la Histoire de l'Afrique et de l'Espagne, Intitulée Al-Bayano'l-Mogrib (Volume 2), aveva l'appoggio anche di nobili cristiani, che si erano alleati con lui, morì durante una carica di cavalleria che stava mettendo in difficoltà gli avversari; secondo La web de las biografias il generale Ghālib venne ucciso in battaglia, il 10 giugno 981, per un colpo ricevuto in testa, a Torre Vicente, vicino a Retortillo de Soria, e, a seguito di questo colpo di fortuna, Almanzor riportò la vittoria, e ordinò che la testa del suocero fosse mozzata e fosse esposta sulla porta del palazzo di Cordova. Quindi, dal 981, Almanzor, fu di fatto sovrano di al-Andalus, poiché oltre che hajib fu anche responsabile unico dell'esercito.
Dopo che, nel 981, mettendo alla prova la ristrutturazione dell'esercito, aveva saccheggiato Zamora, il re di León Ramiro III cercò, insieme al conte di Castiglia García Fernández e al re di Navarra Sancho Abarca, di creare una coalizione anti-islamica fra León, Castiglia e Navarra, ammassando truppe nella valle del Duero. L'hajib Almanzor marciò però celermente contro le truppe cristiane e le sbaragliò nella battaglia di Rueda, 40 km circa a sud-est di Simancas. Allora marciò sulla città di León ma, pur essendo arrivato facilmente alle sue porte, non riuscì a conquistarla.
Al ritorno da questa campagna Almanzor assunse e si fece attribuire il laqab con il quale è noto: al-Mansūr bi-llāh (Colui che è reso vincitore da Dio).
Dopo la dura sconfitta subita a Rueda la nobiltà leonese si ribellò a Ramiro III, eleggendo re Bermudo II, che, nel 984, dopo essere rimasto l'unico re del León, per contenere i nobili ben presto chiese aiuto ad Almanzor, il quale inviò delle truppe, che domata la rivolta, rimasero nel regno, che dal 985 fu tributario di al-Andalus, mentre Almanzor avanzò in Catalogna, assaltando Barcellona il1º luglio 985.
Tra il 981 e il 1002 organizzò diverse campagne militari sia in Nordafrica che nella penisola iberica. Le principali furono:
- 981 - Zamora
- 985 - Barcellona, quando Manresa fu rasa al suolo
- 987 - Coimbra
- 988 - Sahagún ed Eslonza
- 997 - Santiago di Compostela
- 999 - Pamplona
- 1002 - San Millán de la Cogolla

La penisola iberica e le vittoriose campagne militari di Almanzor

Nell'estate del 997 attaccò Santiago di Compostela, diede fuoco alla chiesa preromanica dedicata a San Giacomo, come riporta la Historia compostelana, ma rispettò il sepolcro del santo, per cui permise che i pellegrinaggi continuassero. La leggenda narra che i prigionieri cristiani portarono sulle spalle le porte della città (poi sistemate nella moschea) e le campane della chiesa di san Giacomo (usate come bracieri) sino a Cordova e circa due secoli e mezzo dopo i cristiani fecero fare ai prigionieri musulmani il percorso inverso.
Nello stesso periodo, Aurora, che ormai odiava Almanzor, spinse il figlio Hishām II a chiedere l'aiuto del viceré del Marocco, Ziri ibn Atiya, per destituire Almanzor, che non si fece sorprendere, ma sbarcato a Ceuta, nel 998, sconfisse Ziri e annesse il vicereame ad al-Andalus, mentre Aurora si ritirò a vita privata dedicandosi a opere di carità e morendo l'anno seguente (999).
Almanzor morì in seguito dell'aggravarsi di una malattia che l'aveva colpito, secondo la Historia Compostelana a Medinaceli, secondo il Chronicon Burgense) nel 1002, secondo la Histoire des Almohades / d'Abd el- Wâh'id Merrâkechi, a Medinaceli, dopo una battaglia e The History Of The Mohammedan Dynasties In Spain Vol II nell'agosto del 1002; anche Altamira riporta la morte di Almanzor, nel 1002, a Medinaceli, a seguito di una malattia che l'aveva colpito, dopo una spedizione vittoriosa; mentre l'arcivescovo di Toledo Rodrigo Jimenez de Rada e il vescovo di Tui, Lucas, oltre duecento anni dopo l'avvenimento, sostennero che Almazor morì nel 998 a causa delle ferite riportate nella battaglia di Calatañazor. Prima di morire, comunque, nominò suo successore il figlio Abd al-Malik al-Muzaffar.
Dimostrò tutta la sua spietatezza, sia in battaglia (ma fu idolatrato dai suoi soldati che portava invariabilmente alla vittoria), sia alla corte del califfato (come pure con il suocero e con gli altri nemici). Però fu amante delle lettere e con la sua generosità fu anche protettore delle scienze, specialmente della medicina. Governò bene, curando gli interessi materiali del suo paese e amministrò severamente la giustizia.

### Famiglia
Almanzor ebbe diverse mogli e concubine, tra cui: 

Asmaa Ebnat Ghalib, la figlia di Ghālib, come conferma La web de las biografias, che probabilmente gli diede un figlio che fu il suo successore:
- Abd al-Malik al-Muzaffar[15]

Abda (Urraca Sánchez), figlia illegittima del re di Pamplona, Sancho II Garcés, che gli diede un figlio, che fu il successore di Abd al-Malik al-Muzaffar:
- Abd al-Rahman Sanchuelo[15]

Teresa di León, figlia del re di Galizia dal 982 e re di León, Bermudo II

Oneca Garcés di Castiglia, figlia del conte indipendente di Castiglia, García Fernández.

## Curiosità
L'arcivescovo di Toledo e il vescovo di Tui, Lucas, oltre duecento anni dopo l'avvenimento, ci narrano che nel 998, il re di León Bermudo II, il re di Navarra Garcia II Sanchez il Tremolante e il conte di Castiglia García Fernández formarono una lega e attaccarono Almanzor a Calatañazor, dove gli inflissero una terribile sconfitta e che Almanzor morì in seguito a Medinaceli a causa delle ferite riportate nella battaglia in questione (la battaglia di Calatañazor).
Inoltre ci dicono che al ritorno dell'esercito di al-Andalus a Cordova, apparve miracolosamente un pastore (nel quale gli storici cristiani videro il diavolo) che cantava la famosa lirica: «A Calatañazor Almanzor perse il suo tamburo» («en Calatañazor perdió Almanzor el tambor»).
Questa versione presenta due grosse inesattezze:
- il conte di Castiglia García Fernández era morto nel 995
- Almanzor è accertato che morì nell'agosto del 1002[8].

Essendo stata scritta circa duecentocinquanta anni dopo gli eventi, questa tradizione scritta risente quindi di imprecisioni e confusioni storiche, sia riguardo ai partecipanti, sia alla data dell'avvenimento.
Molto probabilmente, a Calatañazor, nel 1002, ci fu uno scontro tra gli alleati cristiani (il re di León Alfonso V, il re di Navarra Sancho III Garcés il Grande e il conte di Castiglia Sancho Garcés e la retroguardia delle truppe di Almanzor che stava rientrando, già gravemente ammalato (e quindi non partecipò alla battaglia), nel suo quartiere invernale di Medinaceli, dove poco dopo morì.

### Fonti primarie
- (LA)  España sagrada. Tomo XX. Historia compostelana
- (LA)  España sagrada, tomo XXIII
- (FR)  Histoire des Almohades / d'Abd el- Wâh'id Merrâkechi
- (FR)  #ES Histoire de l'Afrique et de l'Espagne, Volume 2
- (EN)  The History Of The Mohammedan Dynasties In Spain Vol II

### Letteratura storiografica
- Rafael Altamira, Il califfato occidentale, in Storia del mondo medievale (trad. della Cambridge Medieval History), Milano, Garzanti, vol. II, 1999, pp. 477–515.